# Lygocoris aesculi
Lygocoris aesculi är en insektsart som först beskrevs av Knight 1953.  Lygocoris aesculi ingår i släktet Lygocoris och familjen ängsskinnbaggar. Inga underarter finns listade i Catalogue of Life.